# San Miguel (Catanduanes)
San Miguel is een gemeente in de Filipijnse provincie Catanduanes op het gelijknamige eiland. Bij de laatste census in 2007 had de gemeente bijna 13 duizend inwoners.

## Geografie

### Bestuurlijke indeling
San Miguel is onderverdeeld in de volgende 24 barangays:
| - Atsan - Balatohan - Boton - Buhi - Dayawa - J. M. Alberto - Katipunan - Kilikilihan - Mabato - Obo - Pacogon - Pagsangahan | - Pangilao - Paraiso - Poblacion District II - Poblacion District III - Progreso - Salvacion - San Juan - San Marcos - Santa Elena - Siay - Solong - Tobrehon |

## Demografie
San Miguel had bij de census van 2007 een inwoneraantal van 12.966 mensen. Dit zijn 761 mensen (6,2%) meer dan bij de vorige census van 2000. De gemiddelde jaarlijkse groei komt daarmee uit op 0,84%, hetgeen lager is dan het landelijk jaarlijks gemiddelde over deze periode (2,04%). Vergeleken met de census van 1995 is het aantal mensen met 914 (7,6%) toegenomen.

De bevolkingsdichtheid van San Miguel was ten tijde van de laatste census, met 12.966 inwoners op 129,94 km², 99,8 mensen per km².